# Repubblica di Siberia
La Repubblica di Siberia (in russo Сибирская республика?, Sibirskaja respublika) fu fondata dal Governo provvisorio della Siberia autonoma il 17 luglio 1918 come Stato antibolscevico supportato dalla Legione ceca e dall'Armata Bianca di Pëtr Vasil'evič Vologodskij. La repubblica occupava il territorio siberiano confinando ad ovest con la Repubblica dell'Idel'-Ural, a sud con l'Autonomia di Alash che per un certo periodo la separarono, come Stati cuscinetto, dai bolscevichi.

## Storia
Il 3 novembre 1918 per ordine del generale Aleksandr Vasil'evič Kolčak la repubblica fu sciolta su ordine del comando dell'Armata Bianca (che non voleva separatismi dalla Russia) e l'unica entità politica rimase il Governo provvisorio della Siberia autonoma. Il 22 dicembre il generale instaura la sua dittatura personale sul territorio.
Successivamente ad est nei territori protetti dall'esercito giapponese si formò uno Stato cosacco, lo Stato cosacco di Transbajkalia dell'Atamano Grigorij Michailovič Semënov e di Roman von Ungern-Sternberg con capitale Čita, che fu però in cattivi rapporti con il Governo provvisorio della Siberia autonoma, in quanto desiderava l'indipendenza dalla Russia.
Il 14 novembre 1919 l'ex capitale Omsk cadde nelle mani dei bolscevichi, ed il 7 febbraio 1920 con l'esecuzione di Kolčak, ogni opposizione al bolscevismo in Siberia si spezzò.